# Chiesa di Santa Maria d'Itria (Gesico)
La chiesa di Santa Maria d'Itria è un edificio religioso situato a Gesico, centro abitato della Sardegna meridionale. Consacrata al culto cattolico, fa parte della parrocchia di Santa Giusta, arcidiocesi di Cagliari. La chiesa risulta documentata già nel 1215.